# Epagneul de Pont-Audemer
Der Epagneul de Pont-Audemer ist eine von der FCI (Nr. 114, Gr. 7, Sek. 1.2) anerkannte französische Hunderasse.

## Herkunft und Geschichtliches
Die Rasse entstand zu Ende des 19. Jahrhunderts im Bereich Normandie/Picardie. Der Name stammt von der Stadt Pont-Audemer in der Normandie. Seine Vorfahren waren vermutlich der Irish Water Spaniel und eine einheimische langhaarige Vorstehhundrasse. Ziel war ein Hund, der zur Wasserarbeit geeignet war. Es erwies sich aber auch auf Grund seiner anderen Vorfahren, dass er auch zur Jagd im offenen Gelände sehr gut geeignet war. Typisch für einen Wasserhund hat er das persianerartig gekräuselte, leicht ölige Fell, das kaum Wasser an die Haut kommen lässt.

## Kurzbeschreibung
Der Epagneul de Pont-Audemer ist mit bis zu 58 cm ein mittelgroßer, stämmiger Hund von unverwechselbarem Aussehen: ein typischer Wasserhund. Typischerweise ist sein Haar perianerartig gekräuselt, leicht filzig, ölig vorzugsweise grau durchsetztes Kastanienbraun oder kastanienbraun. Die Ohren sind flach, etwas tief angesetzt, womit die Backen frei bleiben; mit lang und stark gekräuseltem Seidenhaar besetzt, das in den Schopf übergeht und mit diesem eine schöne, gekräuselte, den Kopf gut umrahmende Perücke bildet.

## Wesen
Der Epagneul de Pont-Audemer ist unempfindlich, duldsam und verspielt. Er liebt das Wasser zu jeder Jahreszeit. Er lässt sich gut abrichten.

## Verwendung
Der Epagneul de Pont-Audemer ist ein guter Jagdhund fürs Wasser und fürs freie Feld und wird auch als Familienhund verwendet.